# Clásico del Tolima Grande Femenino
El Clásico del tolima grande es el partido que enfrenta a los dos principales equipos de la región del Tolima Grande, ubicados en la región andina, Deportes Tolima y Atlético Huila. Desde 2018 se han enfrentado en la Liga Profesional Femenina de Fútbol de Colombia, la máxima competición de fútbol femenino en Colombia. en 4 oportunidades con 3 triunfos para las opitas 0 empates y 1 triunfos para las tolimenses.

## Estadios
| Deportes Tolima                | Atlético Huila                 |
| ------------------------------ | ------------------------------ |
| Estadio Manuel Murillo Toro    | Estadio Guillermo Plazas Alcid |
| Capacidad: 28.000 espectadores | Capacidad: 5.000 espectadores  |
|                                |                                |
| Ibagué                         | Neiva                          |

## Hinchadas

### Revolución Vinotinto Sur (RVS)
La hinchada tolimense se caracteriza por ser una de las más sufridas y leales en la primera división del fútbol profesional de Colombia, dado a su amor incondicional por el equipo de la región.
Entre los hinchas más representativos, se encuentra Cesar Loaiza “El Indio Pijao” que durante más de 30 años ha seguido al “vinotinto y oro” con una representación especial del amor y sentimiento por sus colores y su tierra.
La Revolución Vinotinto Sur (RVS) es la “barra brava” tradicional del Deportes Tolima. Fue fundada en el año 2000, naciendo como una agrupación en las aulas de la Universidad del Tolima, con la iniciativa propia de un grupo de estudiantes que lograron unificar las barras que existían desde 1994 como 1280 Almas, Manicomio, Pijao y la Barra de la Calle 25. En los juegos en condición de local, la barra se ubica en la tribuna sur del Estadio Manuel Murillo Toro, tanto en competiciones locales como internacionales. La “RVS” tiene integrantes en ciudades como Bogotá y Medellín.

### Alta Tensión Sur (ATS)
A principios de 1997 un grupo de estudiantes de Ingeniería de la Universidad Surcolombiana, con motivo del nuevo debut del equipo en la primera categoría, ATLÉTICO HUILA después del ascenso del 97, se reúnen en las instalaciones de la facultad con el fin de crear una barra de apoyo incondicional a la altura de un equipo de primera división del país, dando origen a la barra brava ALTA TENSIÓN, inicialmente se contaba con un grupo de 20 jóvenes que entregaron todo de sí con la única convicción de multiplicarse y apoyar al Auriverde dentro y fuera del Plazas Alcid.

## Datos
- La máxima goleadora para este clásico del equipo Pijao: es  con  goles.

- La máxima goleadora para este clásico del equipo Opita: es  con  goles.

- Mayor Victoria de Deportes Tolima para este Clásico: Deportes Tolima 1 Atlético Huila 0  el 2 de mayo de 2018.

- Mayor Victoria de Atlético Huila para este Clásico: Atlético Huila 4 Deportes Tolima 0el 19 de agosto de 2019.

### Estadísticas
Actualizado a 31 de octubre de 2019
| Club            | Partidos | Ganados | Empates | Derrotas | Goles |
| --------------- | -------- | ------- | ------- | -------- | ----- |
| Atlético Huila  | 4        | 3       | 0       | 1        | 8     |
| Deportes Tolima | 4        | 1       | 0       | 3        | 3     |

## Historial Clásicos más Recientes
Actualizado en septiembre de 2019
| Fecha                    | Torneo              | Equipo local | Resultado | Equipo visitante |
| ------------------------ | ------------------- | ------------ | --------- | ---------------- |
| 8 de septiembre de 2019  | 2019-II             | Tolima       | 0 - 0     | Huila            |
| 1 de septiembre de 2019  | 2019-II             | Huila        | 0 - 1     | Tolima           |
| 17 de marzo de 2019      | Torneo Apertura     | Huila        | 1 - 5     | Tolima           |
| 8 de marzo de 2019       | Torneo Apertura     | Tolima       | 0 - 0     | Huila            |
| 4 de septiembre de 2018  | Torneo Finalización | Tolima       | 2 - 0     | Huila            |
| 8 de abril de 2018       | Torneo Apertura     | Huila        | 0 - 0     | Tolima           |
| 27 de agosto de 2017     | Torneo Finalización | Huila        | 2 - 0     | Tolima           |
| 11 de agosto de 2017     | Torneo Finalización | Tolima       | 1 - 0     | Huila            |
| 3 de mayo de 2017        | Copa Colombia       | Huila        | 1 - 0     | Tolima           |
| 19 de abril de 2017      | Copa Colombia       | Tolima       | 1 - 0     | Huila            |
| 25 de marzo de 2017      | Torneo Apertura     | Huila        | 1 - 0     | Tolima           |
| 19 de marzo de 2017      | Torneo Apertura     | Tolima       | 2 - 0     | Huila            |
| 26 de septiembre de 2016 | Torneo Finalización | Huila        | 1 - 2     | Tolima           |
| 28 de agosto de 2016     | Torneo Finalización | Tolima       | 1 - 1     | Huila            |
| 24 de abril de 2016      | Torneo Apertura     | Huila        | 0 - 2     | Tolima           |
| 13 de abril de 2016      | Copa Colombia       | Tolima       | 2 - 1     | Huila            |
| 20 de marzo de 2016      | Torneo Apertura     | Tolima       | 1 - 0     | Huila            |
| 2 de marzo de 2016       | Copa Colombia       | Huila        | 2 - 2     | Tolima           |

## Palmarés
Actualizado a 9 de junio de 2018
| Torneo                       | Títulos de Atlético Huila | Títulos de Títulos de Deportes Tolima |
| ---------------------------- | ------------------------- | ------------------------------------- |
| Liga Profesional Femenina    | 1                         | 0                                     |
| Copa Libertadores Femenina   | 1                         | 0                                     |
| Totales de títulos oficiales | 2                         | 0                                     |

A continuación se listan la cantidad de torneos oficiales primera división de ambos equipos:
| Equipos         | Títulos nacionales | Total |
| Equipos         |                    | Total |
| --------------- | ------------------ | ----- |
| Atlético Huila  | 1                  | 1     |
| Deportes Tolima | 0                  | 0     |
| Total           | 1                  | 1     |